# مکسیم لوپز
مکسیم بایلا لوپز (انگلیسی: Maxime Baila Lopez؛ زادهٔ ۴ دسامبر ۱۹۹۷) بازیکن فوتبال اهل فرانسه است. او هم اکنون برای  باشگاه فوتبال فیورنتینا بازی می کند.
از باشگاه‌هایی که در آن بازی کرده‌است می‌توان به مارسی و ساسولو و فیورنتینا اشاره کرد.